# Cenél nÓenguso
Le Cenél nÓenguso est un groupe familial émanant de la dynastie de Dál Riata, qui règne dans le haut Moyen Âge sur l'île Islay, et peut-être sur celles proches de Colonsay et de Jura, au large de l'Argyll sur la côte occidentale de l'Écosse

## Historique

Islay (en vert) et le reste de Argyll. Colonsay et Jura sont les îles au-dessus d'Islay.

Le Senchus Fer n-Alban, un recensement et une généalogie du royaume de Dál Riata, désigne le Cenél nÓenguso comme l'un des trois septs ou clans familiaux à l'origine de l'établissement du royaume en Argyll. Les deux autres sont Cenél nGabráin, centré sur le Kintyre, et le Cenél Loairn autour du Firth of Lorn. Un quatrième groupe familial, le Cenél Comgaill, du Cowal et de l'Île de Bute, s'oppose ensuite au Cenél nGabráin. Le Senchus décrit l'état du Dál Riata au milieu du VIIe siècle.
Le Senchus décline la descendance du Cenél nÓenguso à partir de l'éponyme Óengus Mór mac Eirc, frère de Fergus Mór, une relation familiale qui est sans doute certainement une invention postérieure. Selon les chroniques d'Irlande, le Cenél nÓengusa est le seul sept à ne fournir aucun roi historique au Dál Riata.
Óengus Mór est réputé avoir deux fils, Nadsluaig et Fergna, dont les descendants sont détaillés par le Senchus. Celui-ci indique également les subdivisions de l'île d'Islay, et le nombre de maisons de chacune. Le Senchus fait ensuite état de deux recensements successifs : dans le premier le Cenél nÓenguso comprend au total 350 ménages et 500 hommes, dans le second 430 ménages et 645 hommes qu'il doit fournir à son suzerain du Dál Riata pour l'équipage de ses navires lors des expéditions maritimes, ou comme combattants pour les expéditions terrestres soit 1,5 homme par ménage.
Parmi les descendants d'Óengus, le Senchus indique le Cenél Conchride, nommé d'après l'éponyme Conchriath, fils de Bolc, fils de Sétna, fils de Fergus Bec, fils de Erc, sur Islay. Dans un ouvrage récent, James E. Fraser suggère que Fergna le fils d'Óengus Mór doit être identifié avec le roi d'Ulaid Fergnae mac Oengusso Ibdaig, c'est-à-dire « Fergnae fils d'Óengus des Hébrides ». Les descendants de ce Fergnae, connu sous le nom de Uí Ibdaig—les descendants de l' « Hébridéen »— sont inclus comme une branche mineure de la puissante dynastie du Dál Fiatach d'Ulaid.
Le « Genelaig Albanensium », une série de généalogies annexées au Senchus proprement dit, donne aussi les ancêtres d'un certain Óengus. Il le nomme Óengus, fils de Boidb, fils de Rónán, fils d' Áedán, fils de C[h]abléni (le Senchus indique Capléne), fils de Nadsluaig, fils de Rónán, fils d'Óengus Mór mac Eirc. Dans cette seconde généalogie, Nadsluaig apparaît comme le petit-fils d'Óengus Mór, et non plus comme son fils, autrement la généalogie dans la Senchus va aussi loin Áedán  Marjorie Ogilvie Anderson suggère que cette généalogie date du début du VIIIe siècle, comme pour les autres Cenel dans le même document et qu'elle est le reflet d'un second recensement établi à cette époque .
Très peu de sources historiques autres que le Senchus se réfèrent au Cenél nÓenguso. La dernière, la  Vie Tripartite  de Saint Patrick, montre Patrick nommant un certain Ném comme évêque de Telach dans le territoire du Cenél nÓenguso. Adomnan d'Iona, l'hagiographe de Columba, mentionne un riche propriétaire terrien d'Islay nommé Feradach, mais ne donne aucune information sur la situation politique de l'île.

## Sources
- (en) Cet article est partiellement ou en totalité issu de l’article de Wikipédia en anglais intitulé « Cenél nÓengusa » (voir la liste des auteurs), édition du 5 avril 2013.
- (en) John Bannerman, John (1974), Studies in the History of Dalriada, Edinburgh: Scottish Academic Press,  (ISBN 0-7011-2040-1).
- (en) James E. Fraser From Caledonia to Pictland, Scotland to 795 The New Edinburgh History of Scotland I. Edinburgh University Press, (Edinburgh 2009)  (ISBN 9780748612321)
- (en) Marjorie Ogilvie Anderson Kings and Kingship in Early Scotland 3e réédition par John Donald Birlinn Ltd, Edinburgh (2011)  (ISBN 9781906566302)